# Giv'at Cefi
Giv'at Cefi (hebrejsky: גבעת צפי) je vrch o nadmořské výšce 115 metrů v severním Izraeli.
Leží na západním okraji pahorkatiny Ramat Menaše, cca 31 kilometrů jižně od centra Haify a 1 kilometr východně od vesnice Avi'el. Má podobu nevýrazného, částečně zalesněného návrší, které se na jihu svažuje do údolí vádí Nachal Ada, na severu směrem k vádí Nachal Alona. Západní svahy zvolna klesají do údolí Bik'at ha-Nadiv. Okolí kopce je turisticky využíváno.